# Crossandrella adamii
Crossandrella adamii är en akantusväxtart som beskrevs av Hermann Heino Heine. Crossandrella adamii ingår i släktet Crossandrella och familjen akantusväxter. Inga underarter finns listade i Catalogue of Life.